# Volkmar W. Kübler
Volkmar Wilhelm Kübler (* 7. August 1941 in Tübingen; † 27. September 2009) war ein deutscher Jurist und Betriebs- und Volkswirt. Er war unter anderem im Management der Deutschen Bundesbahn und der Dresdner Bank AG tätig.

## Berufliche Tätigkeit
Kübler studierte in Tübingen, Bonn und Köln Rechtswissenschaft sowie Volks- und Betriebswirtschaftslehre und wurde Mitglied der Alten Straßburger Burschenschaft Germania. Nach seinem Studium war er zunächst als Rechtsanwalt in Tübingen tätig, ab 1970 im kaufmännischen Bereich der Deutschen Bundesbahn. 1988–1992 war er Geschäftsführer der Deutschen Bundesbahnholding GmbH in Frankfurt am Main.
1992 wurde er Direktor der Dresdner Bank AG, wo er zunächst für „Presse und Investor Relations“ verantwortlich war und bis 1998 als Pressesprecher der Dresdner Bank Gruppe fungierte. Danach baute er den neuen Bereich „Politik und Gesellschaft“ auf. Ende August 2001 schied er aus dem Unternehmen aus.
Er war Mitbegründer der Wirtschaftsberatungsgesellschaft EMES GmbH. Weiterhin war er Geschäftsführer der Fieldstone Deutschland GmbH, einer Tochtergesellschaft der Londoner Investmentbank Fieldstone.
Kübler war ab 1988 Vorstandsmitglied des Forschungsinstituts für Kraftfahrwesen und Fahrzeugmotoren Stuttgart (FKFS). 
Er war Präsident des Wirtschaftspolitischen Clubs Deutschland e. V. in Berlin. Ab 2004 war er Ungarns Honorarkonsul für Hessen.

## Ehrungen
- Bundesverdienstkreuz am Bande (30. November 2001)[1]
- Ungarischer Verdienstorden, Ritterkreuz
- Ehrenprofessur der Tongji-Universität[2]